# Walter Plowright
Pour les articles homonymes, voir Plowright.
Walter Plowright  (Holbeach, Lincolnshire, 20 juillet 1923 - Londres, 19 février 2010) est un vétérinaire britannique qui a consacré sa vie à l'éradication de la peste bovine. Il a reçu en 1999 le Prix mondial de l'alimentation pour les cultures de tissus qui ont conduit à la création du vaccin contre cette maladie. La peste bovine est la première maladie animale éradiquée à l'échelle mondiale.

## Biographie
Il était le second fils de Jonathan et Mahala Plowright. Il a étudié à la Moulton Grammar School, fusionnée avec Spalding Grammar School en 1939. Il a obtenu son diplôme du Royal Veterinary College de Londres en 1944 et a été versé dans le Royal Army Veterinary Corps (une composante de l'Army Medical Services).
Jeune vétérinaire pathologiste, Plowright a mené des recherches au Kenya et au Nigeria. L'East African Veterinary Research Organization de Muguga, au Kenya, a permis à Plowright et à ses collègues d'adopter les techniques de cultures cellulaires utilisées pour développer le vaccin contre la poliomyélite pour produire un virus atténué (non-pathogène) de la peste bovine utilisable comme vaccin.
Plowright a utilisé une couche mono-cellulaire de cellules de rein pour cultiver le virus jusqu'à ce qu'il devienne inoffensif et puisse être transmis d'un animal à l'autre, produisant une immunité à vie contre la peste bovine. Contrairement à ses prédécesseurs, ce vaccin (Tissue culture rinderpest vaccine, ou TCRV) peut être utilisé sans danger sur tous les types de bétail, peut être produit à peu de frais et confère une immunité à vie.

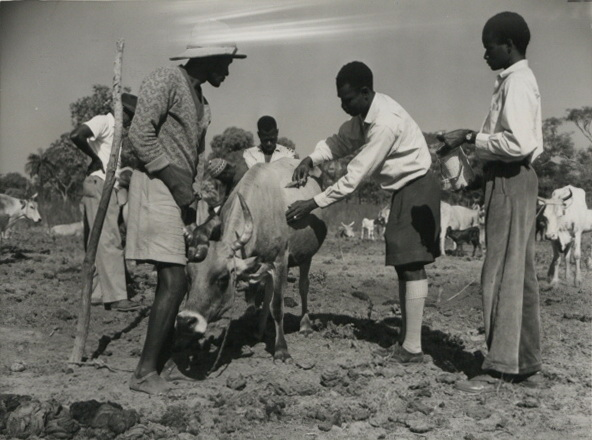
Vaccination contre la peste bovine en Gambie en 1959.

Les recherches et les techniques utilisées par Plowright dans son succès contre la peste bovine ont ensuite été réutilisées par ses collègues pour créer des vaccins contre la clavelée et la dermatose nodulaire contagieuse.
En 1964, Plowright est revenu au Royaume-Uni, où il a dirigé des recherches sur les pathologies animales jusqu'à sa retraite en 1983. Il a occupé la chaire du département de microbiologie et parasitologie du Royal Veterinary College de 1971 à 1978. Il a dirigé la microbiologie à l'Institute for Animal Health de Compton de 1978 à 1983. Outre la peste bovine, il a travaillé sur des maladies virales comme la peste porcine africaine, la fièvre catarrhale maligne, les poxvirus et les herpesvirus.
Il a été nommé membre de la Royal Society et a reçu l'Ordre de Saint-Michel et Saint-Georges. Il a aussi reçu la médaille d'or de l'Office international des épizooties (OIE) et le prix d'excellence scientifique de l'Animal Health Trust.